# Charles Antoine Didier
Charles Antoine Didier est un homme politique français né le 28 février 1752 à Montrevel-en-Bresse (Ain) et mort le 28 mai 1816 à Bourg-en-Bresse (Ain).

## Biographie
Maréchal des logis dans le régiment de Conti, il est nommé procureur fiscal du comté de Montluel en 1777, puis substitut du procureur général. Procureur de la commune de Montluel en 1790, commandant en chef de la garde nationale du canton en 1792, il passe administrateur de la municipalité de Bourg-en-Bresse en l'an V. Il est député de l'Ain en 1815, pendant les Cent-Jours.

## Sources
- « Charles Antoine Didier », dans Adolphe Robert et Gaston Cougny, Dictionnaire des parlementaires français, Edgar Bourloton, 1889-1891 [détail de l’édition]